# NextGen Széria
A NextGen Széria (angolul: NextGen Series) egy Európában megrendezett labdarúgótorna volt az U19-es játékosok számára. A torna célja az volt, hogy lehetőséget biztosítson a fiatal labdarúgóknak arra, hogy más elit európai játékosokkal mérkőzzenek meg saját korosztályukban, versenyképes környezetben. A versenyt Justin Andrews sporttelevíziós producer, Mark Warburton és Matthew Benham, a Brentford FC jelenlegi tulajdonosa hozta létre.
2013. augusztus 16-án a szervezők bejelentették, hogy a NextGen Széria 2013–2014-es idénye pénzügyi problémák és az UEFA Ifjúsági Liga létrejötte miatt felfüggesztésre került.

## Története
Már régóta fontolgatták, hogy létre kellene hozni egy európai versenysorozatot ifjúsági labdarúgók számára. Az Ajax és a Manchester City 2010 novemberében zárt kapus mérkőzést játszott egymás ellen, ahogyan a Liverpool és a Celtic is. Ezek a mérkőzések az új ifjúsági labdarúgó-verseny kipróbálására szolgáltak, mint a tervezett torna tesztprogramjának részei.
A torna célja az volt, hogy a fiatal játékosok számára a Bajnokok Ligájához hasonló élményt biztosítson, segítve ezzel a klubokat a játékosok fejlődésében.

### Megszűnés
A NextGen Széria sikere felkeltette az UEFA vezetőségének figyelmét, és 2012 végén létrehozták az UEFA Ifjúsági Ligát. Andrews és Warburton kompromisszumos javaslatot tettek, hogy egyesítsék a két tornát, és helyeket biztosítsanak a nem Bajnokok Ligájában szereplő, de neves akadémiákkal rendelkező klubok számára, de az UEFA elutasította az ötletet. Egy másik javaslat szerint a két ligát párhuzamosan rendezték volna meg, és a győztesek a döntőben találkoztak volna, de ezt a tervet is elutasították.

## Formátum
Az első szezonban a csapatokat meghívás alapján választották ki. A szervezők 16 klubot választottak ki, amelyek részt vettek a 2011–12-es tornán:
- Aston Villa
- Liverpool
- Manchester City
- Tottenham Hotspur
- VfL Wolfsburg
- Internazionale
- Marseille
- Ajax
- PSV Eindhoven
- Molde
- Rosenborg
- Sporting CP
- Celtic
- Barcelona
- Basel
- Fenerbahçe

A 2011–12-es tornán részt vevő 15 klub (Basel kivételével) indult a 2012–13-as szezonban is, hozzájuk csatlakozott 9 új résztvevő:
- Arsenal
- Chelsea
- Paris Saint-Germain
- Anderlecht
- CSZKA Moszkva
- Athletic Bilbao
- Juventus[6]
- Borussia Dortmund
- Olimbiakósz

## A torna menete
A 2011–12-es tornán a 16 csapatot négy darab négy fős csoportba osztották, ahol oda-visszavágós rendszerben mérkőztek meg egymással. A csoportok első két helyezettje jutott tovább az egyenes kieséses szakaszba. A negyeddöntők egy mérkőzésen dőltek el a csoportgyőztesek otthonában. A döntőt a londoni Matchroom Stadionban játszották 2012. március 25-én, 3500 néző előtt. A 2013-as döntőt Como városában, a Giuseppe Sinigaglia Stadionban rendezték 2013. április 1-jén.

## Trófea

A NextGen Széria trófea

A NextGen Széria trófeát, amelyet a győztes klub nyert el, a brit székhelyű Gaudio díjgyártó készítette.

## Szabályok
A NextGen-sorozatban részt vevő csapatok legfeljebb tizennyolc játékost nevezhettek a tornára. A játékosok részvételi korhatára 18 év volt, azonban klubonként legfeljebb három, 19 éves játékost is nevezhettek. Egy időben a pályán legfeljebb két túlkoros játékos tartózkodhatott.
A torna játékszabályai – a korhatár kivételével – azonosak voltak a Nemzetközi Labdarúgó-szövetség igazgatótanácsa által meghatározott szabályokkal, így megfeleltek a legtöbb más nemzetközi torna előírásainak.

## Döntők
| Ed. | Év      | Helyszín | Győztes        | Eredmény      | Döntős  | Harmadik hely | Eredmény | Negyedik hely | Csapatok száma |
| --- | ------- | -------- | -------------- | ------------- | ------- | ------------- | -------- | ------------- | -------------- |
| 1   | 2011–12 | London   | Internazionale | 1–1 (ti. 5–3) | Ajax    | Liverpool     | 2–0      | Marseille     | 16             |
| 2   | 2012–13 | Como     | Aston Villa    | 2–0           | Chelsea | Sporting CP   | 3–1      | Arsenal       | 24             |

## Győztesek
| Klub           | Győztes | Második helyezett | Győztes év(ek) | Második hely. év(ek) |
| -------------- | ------- | ----------------- | -------------- | -------------------- |
| Internazionale | 1       | –                 | 2011–12        |                      |
| Aston Villa    | 1       | –                 | 2012–13        |                      |
| Ajax           | –       | 1                 |                | 2011–12              |
| Chelsea        | –       | 1                 |                | 2012–13              |

## Fordítás
- Ez a szócikk részben vagy egészben  a   NextGen Series című angol Wikipédia-szócikk ezen változatának fordításán alapul.  Az eredeti cikk szerkesztőit annak laptörténete sorolja fel. Ez a jelzés csupán a megfogalmazás eredetét és a szerzői jogokat jelzi, nem szolgál a cikkben szereplő információk forrásmegjelöléseként.